# 해룡중학교
해룡중학교(海龍中學校)는 대한민국 전라남도 영광군 영광읍 도동리에 있는 사립 중학교이다.

## 학교 연혁
- 1970년 6월 1일 : 법인창설 학교법인 해룡학원 인가
- 1970년 6월 1일 : 초대 이사장 박천식 선생 취임
- 1971년 1월 25일 : 해룡중학교 인가 (12학급)
- 1971년 1월 25일 : 초대 교장 권재홍 선생 취임
- 1971년 3월 5일 : 해룡중학교 개교 및 입학식
- 2005년 11월 18일 : 도서관 현대화 사업 완료
- 2018년 1월 1일 : 다목적강당 신축
- 2022년 7월 1일 : 학교법인 해룡학원 제8대 이사장 김선명 선생 취임
- 2025년 1월 6일 : 제52회 졸업 53명(누계 7,603명)
- 2025년 3월 1일 : 제13대 교장 양인식 선생 취임

## 참고 자료
- 해룡중학교 - 한국교육학술정보원 학교알리미